# 維利亞 (特諾皮爾州)
50°3′8″N 25°53′10″E / 50.05222°N 25.88611°E
維利亞（烏克蘭語：Вілія），是烏克蘭的村落，位於該國西部捷爾諾波爾州，由克列梅涅茨區負責管轄，始建於1150年，面積3.14平方公里，2001年人口615，人口密度每平方公里195.7人。